# Zyndram z Maszkowic
Zyndram z Maszkowic herbu Słońce (ur. w latach 50. XIV w., zm. przed 5 czerwca 1414) – polski rycerz. Był z pochodzenia małopolskim Niemcem.
Człek animuszu wielkiego a prawie hetmańskiego, chociaż osoby nie wysokiej lecz zsiadłej
Imię Zyndrama z Maszkowic (łac. Sindram) oraz jego herb wskazują, iż przodkowie Zyndrama mogli pochodzić z wioski Sonnenberg (dzisiejsza dzielnica miasta Wiesbaden) w Hesji.  Ponadto źródła wskazują, iż na przełomie wieku XIII/XIV dziedzicznymi sołtysami wsi Bielawa na Śląsku Raciborskim był ród niemiecki, w którym w każdym pokoleniu potomek płci męskiej nosił imię Zyndram.

## Informacje źródłowe i poszlaki
Według akt sądu ziemskiego w Bieczu 2 czerwca 1388 roku niejaki sołtys Piotr ustanowił Zyndrama z Maszkowic swoim pełnomocnikiem i powierzył prowadzenie swojej sprawy. W 1390 roku Zyndram wziął udział w wyprawie Władysława Jagiełły i Witolda przeciw Krzyżakom. Król wyznaczył Zyndrama starostą zdobytego w trakcie wyprawy Kamieńca Litewskiego, gdzie dowodził załogą i bronił go przed Krzyżakami popierającymi księcia Witolda. Niektórzy historycy przypuszczają, że w latach 1395–1400 mógł wziąć udział w wyprawie krzyżowej Zygmunta Luksemburskiego i walczył w bitwie pod Nikopolis. W roku 1401 Zyndram z Maszkowic był starostą niegrodowym (tenutariuszem) Małogoszcza, a od 1404 roku pełnił urząd miecznika krakowskiego. W roku 1409 był starostą niegrodowym Jasła. Przed wyprawą grunwaldzką Zyndram sprzedał za trzysta grzywien wieś Lubatowa biskupowi Maciejowi z Przemyśla, zastrzegając sobie jej wykup w ciągu trzech lat. Wsi jednak nigdy nie zdołał wykupić. Podczas wyprawy grunwaldzkiej pełnił funkcję oboźnego koronnego (łac. praefectus castrorum). Według Jana Długosza w dniu 9 lipca 1410 roku został mianowany przez króla Władysława „dowodzącym wojskiem” (łac. officium principis militae). Z rozkazu króla rozstawiał przed bitwą pod Grunwaldem chorągwie skrzydła polskiego. W czasie bitwy prowadził do boju chorągiew ziemi krakowskiej. Po wyprawie grunwaldzkiej nie otrzymał żadnej nagrody od króla. W 1412 roku bezskutecznie pozwał biskupa Macieja do sądu w Bieczu, o sumę siedmiuset grzywien, dłużną mu jakoby z tytułu kontraktu o wieś Jasionkę. Wyznaczony przez króla sędzia, Krystyn z Ostrowa kasztelan krakowski, rozstrzygnął spór na korzyść biskupa, uznając, że przedstawiony sądowi przez Zyndrama dokument jest sfałszowany. W 1413 roku Zyndram z Maszkowic, otrzymując wieś Przysietnicę, wziął na siebie obowiązek obrony ziemi przed najazdami Tatarów i przed zbójnikami beskidzkimi. Według legendy jego ciało leży w usypisku kamieni znajdującym się właśnie w tej wsi. W czerwcu roku 1414 w zapiskach sądowych występuje już Anna – wdowa po Zyndramie.  Z dokumentu królewskiego z 1426 roku wynika, iż Zyndram z Maszkowic, którego siedzibą były Maszkowice koło Nowego Sącza, posiadał z nadania królewskiego w ziemi bieckiej wsie: Jaśliska, Zyndranowa, Lubatowa, Jasionka i Królików.
Zyndram pojął za żonę Annę – mieszczankę krakowską. Miał z nią jedną córkę, która wyszła za mąż za rajcę krakowskiego Jana, który przybrał po teściu przydomek „Zyndram”.

## Maszkowice
Nie ma żadnych materialnych dowodów na to, iż Zyndram faktycznie zamieszkiwał w Maszkowicach. Przypisywana mu siedziba, „Grodzisko”, czy też jak chce późniejsza tradycja „Góra Zyndrama” była zamieszkana już w prehistorii. Znana badaczka, Maria Cabalska, odsłoniła na wzgórzu w Maszkowicach kamienny gród obronny datowany na epokę brązu i wczesną epokę żelaza. Starożytne osadnictwo w Maszkowicach zanikło na dobre na przełomie er. Stanowisko jest na nowo badane wykopaliskowo nieprzerwanie od 2010 r. Z najstarszej fazy użytkowania grodziska, czyli z wczesnej epoki brązu, pochodzi monumentalny mur kamienny otaczający osadę od wschodu i północy.
Lokalna tradycja podaje, że na południowym cyplu wzgórza „Zyndrama” odnaleziono resztki muru (baszty?), a okoliczna ludność miała jakoby odnaleźć miecz i drobne żelazne przedmioty. Sprawa średniowiecznej budowli w Maszkowicach zostaje więc otwarta. Obecnie teren Grodziska stanowi rozległa łąka, zbocza natomiast porastają sady i brzozowy las.